# 홋카이도 전력

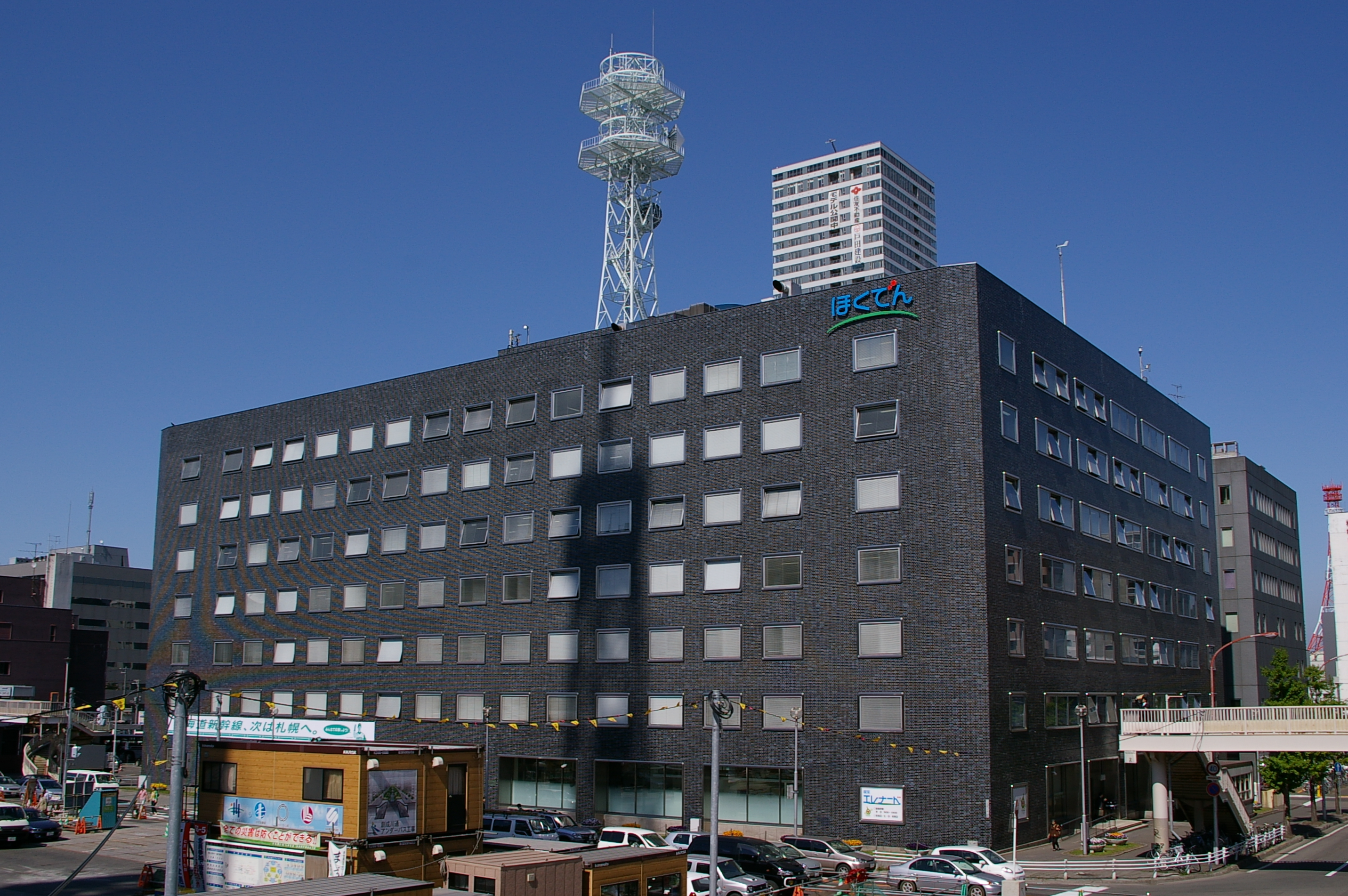

홋카이도 전력 주식회사(일본어: 北海道電力株式会社)은 홋카이도를 주요 영업 지역으로 하는 전력 회사이다. 약칭은 호쿠텐(北電）또는 HEPCO가 사용된다. 또한 주식 시장에서 호쿠리쿠 전력까지 구분하는 경우에는, 도덴(道電), 홋카이덴(北海電), 홋카이도덴(北海道電)라고 표기하기도 한다.

## 발전 설비
총 68개, 754만 7,975 kW (2013년 12월 1일 기준)
- 총 출력은 장기 계획 정지 중 정기 점검중인 호기를 포함한다. 폐지된 호기와 건설중인 호기는 포함하지 않는다.

### 수력 발전소
53개소 (건설중 1개소), 123만 8,225 kW

### 화력 발전소
12개소 (계획중 1개소), 421만 3,750 kW (긴급 설치 전원 14만 8,540 kW를 포함한 관련 회사 경영의 발전소 제외)

### 원자력 발전소
1개, 207만 kW

### 신에너지 발전소
2 개소, 2만 6,000 kW